# Paralienates
Paralienates is een geslacht van wantsen uit de familie van de Enicocephalidae. Het geslacht werd voor het eerst wetenschappelijk beschreven door Maldonado-Capriles, Santiago-Blay & Poinar in 1996.

## Soorten
Het genus bevat de volgende uitgestorven soort:

- Paralienates hyalinus Maldonado Capriles, Santiago-Blay & Poinar, 1996